# SA-Gruppe Berlin-Brandenburg

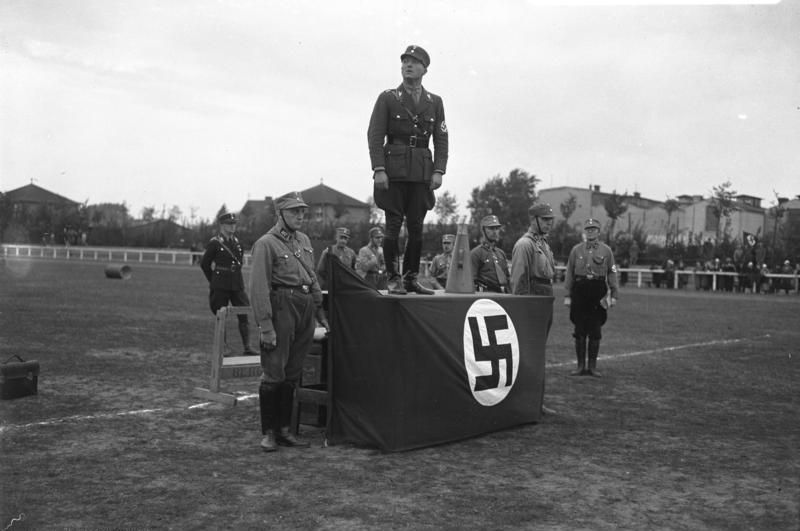
Sportfest der SA-Gruppe Berlin-Brandenburg in Köpenick (1932). Auf dem Podest SA-Oberführer Karl Ernst.

Die SA-Gruppe Berlin-Brandenburg war eine der wichtigsten Gliederungen der Sturmabteilung (SA), der paramilitärischen Kampforganisation der NSDAP.
Die Gruppe, die unter z. T. wechselnden Bezeichnungen von 1926 bis 1945 bestand, spielte eine maßgebliche Rolle bei der Entfesselung des wilden SA-Terrors in den letzten Jahren der Weimarer Republik und bei der Befestigung der NS-Herrschaft in den Jahren 1933 und 1934. Nach den Ereignissen der Röhm-Affäre vom Sommer 1934 war ihre Bedeutung bis zum Zusammenbruch des NS-Systems im Frühjahr 1945 merklich reduziert. Hauptsächlich diente sie dann noch als Wehrsport- und Propagandaorganisation.

## Geschichte

### Vorläufer

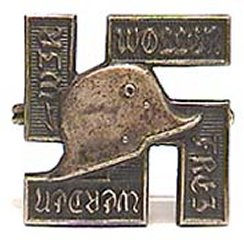
Frontbann-Abzeichen auf dem Hakenkreuz hinter dem Stahlhelm der Wahlspruch „Wir wollen frei werden“

Die SA-Gruppe Berlin-Brandenburg hatte ihre Wurzeln in einer Reihe sogenannter Wehrverbände, die von Angehörigen der extremen völkischen Rechten in den frühen 1920er Jahren in Berlin gegründet wurden.
Da die frühe, vor allem auf den süddeutschen Raum ausgerichtete und dort in ihrer Organisation konzentrierte NSDAP der Jahre 1920 bis 1923 in Berlin nicht hatte Fuß fassen können, verfügte die Partei in den Jahren bis zum Hitlerputsch von 1923 über keine nennenswerten militanten Kräfte in der Reichshauptstadt. Seit 1922 begann der Freikorpsführer Gerhard Roßbach, der sich zu dieser Zeit mit seinem Verband der NSDAP annäherte, einen Ableger seiner Wehrorganisation in Berlin zu etablieren. 1924 folgte der Freikorpsführer Peter von Heydebreck diesem Beispiel und schuf eine Sektion seines Wehrverbandes für Berlin. Beide Organisationen konnten allerdings nur eine Handvoll Kompanien auf die Beine stellen.
Als der 1924 von Ernst Röhm als Ersatz für die von den bayerischen Behörden zerschlagene SA den Wehrverband Frontbann ins Leben rief, wurde für den Großraum Berlin der sogenannte Frontbann Nord als regionaler Ableger geschaffen. Mit der Führung des Frontbanns Nord wurde der ehemalige Hauptmann Paul Röhrbein betraut. In den Reihen des Frontbanns Nord fanden sich bereits zahlreiche wichtige Akteure der späteren Berliner SA bzw. SS zusammen, so z. B. Karl Ernst, Kurt Daluege, Herbert Packebusch oder Willi Schmidt.

### Anfänge

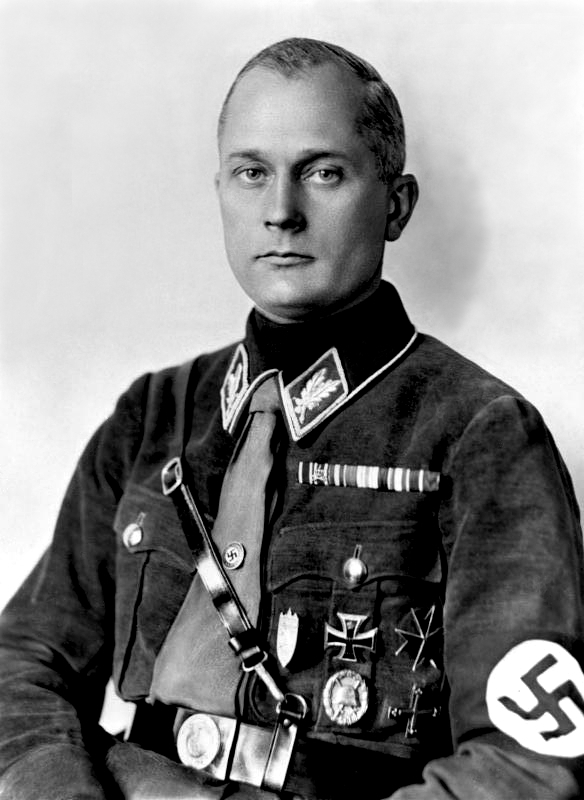
Walther Stennes

Bald nach der Neugründung der NSDAP und der SA im Jahr 1925 wurde im Frühjahr 1926 auch erstmals eine Berliner SA-Truppe aufgestellt. Diese ging direkt aus dem Frontbann Nord hervor, der zu dieser Zeit eine Angriffsstärke von 200 Mann erreicht hatte, die direkt in die SA überführt wurden, deren Führung zunächst bei Kurt Daluege lag. In der Folgezeit wurden diese auf einige Hundertschaften erweitert.
Unterbrochen von einem Organisationsverbot im sogenannten Verbotsjahr 1927 wuchs die Berliner SA in der Zeit von 1928 bis zum Frühjahr 1931 unter der Führung des ehemaligen Hauptmannes Walther Stennes – dem die SA-Führung in München, die sogenannte Oberste SA-Führung (OSAF), für seine Aufgabe den Rang eines OSAF-Stellvertreters Ost verlieh – zu einem Umfang von 3000 Mann an, die in vier Standarten und einem Sturmbann z. b. V. gegliedert waren. Hauptaufgaben der Berliner SA war es in diesen Jahren den Aufbau der Parteiorganisation der NSDAP in Berlin unter dem 1926 ernannten Berliner Gauleiter Joseph Goebbels gegen politische Gegner abzuschirmen. Dabei trat die Berliner SA immer stärker durch gewaltsame Auseinandersetzungen mit den politischen Gegnern der NS-Bewegung im Rahmen von Saalschlachten und Straßenkämpfen hervor, insbesondere mit Angehörigen des Rotfrontkämpferbundes und Reichsbanners Schwarz-Rot-Gold. Besondere Aufmerksamkeit wurde hierbei der sogenannten Schlacht in den Pharussälen zuteil.
Die Entwicklung der SA in Brandenburg verlief weitgehend analog: 1925 wurden in Städten wie Fürstenwalde, Zossen, Rathenow, Brandenburg an der Havel und Eberswalde Verbände aus nationalsozialistisch gesinnten ehemaligen Wehrverbändlern organisiert, die sich schließlich in SA-Einheiten zusammenfassten.

### Die SA-Gruppe Berlin-Brandenburg und der Zusammenbruch der Weimarer Republik (1931 bis 1933)

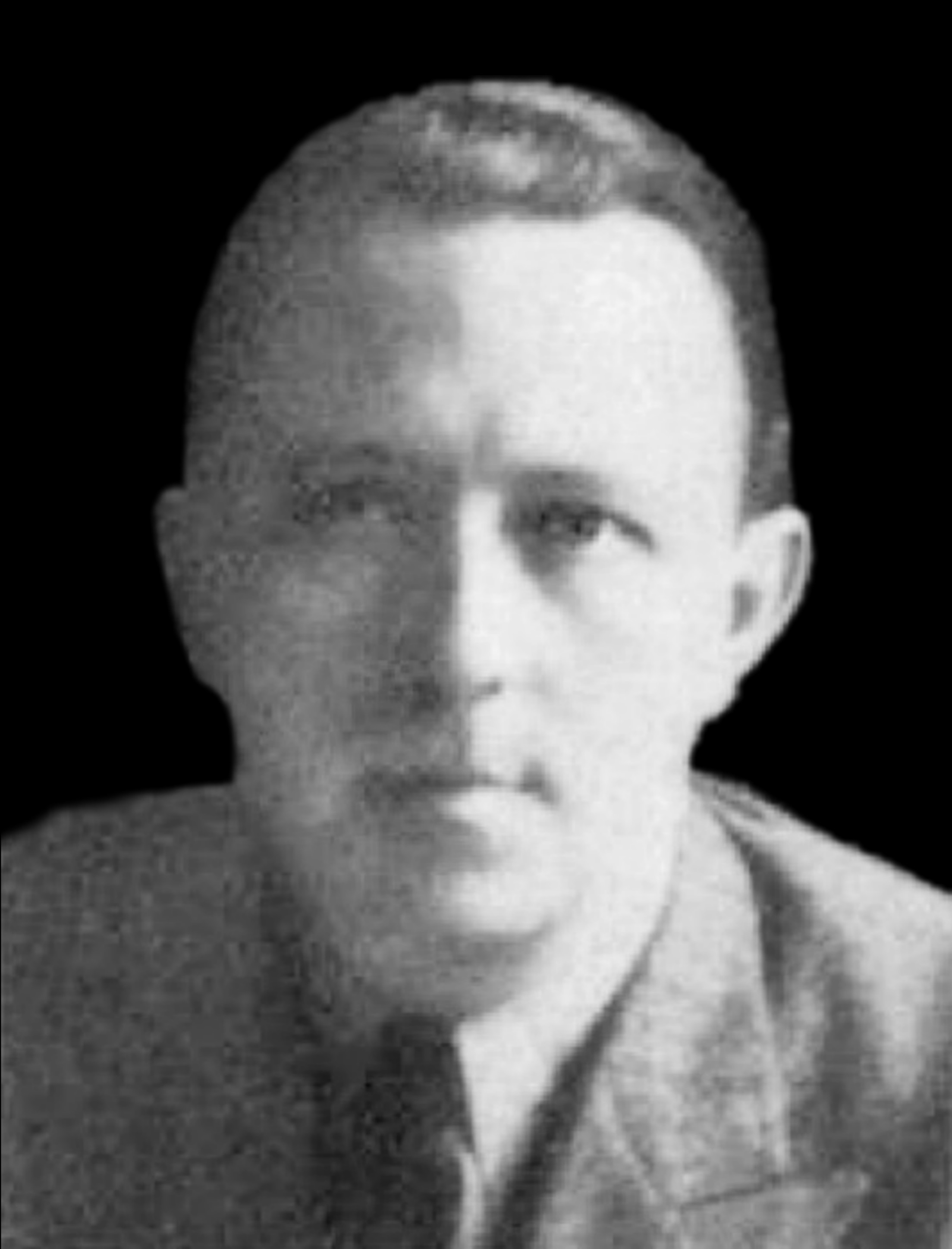
Wolf-Heinrich Graf von Helldorff

Im April 1931 erhoben sich Teile der Berliner SA-Gruppe unter Rädelsführung ihres Führers Stennes im Zuge des sogenannten Stennes-Putsches gegen die Münchener Parteileitung der NSDAP und die Oberste SA-Führung um Hitler und seinen im Januar 1931 ernannten SA-Stabschef Ernst Röhm. Hintergrund dieser Auseinandersetzung waren Meinungsverschiedenheiten hinsichtlich der zweckmäßigsten Vorgehensweise im Kampf gegen den Staat von Weimar bzw. der effektivsten Methode zur Errichtung eines Staates der den NS-Vorstellungen entsprechen würde: Während Stennes und seine Anhänger für einen gewaltsamen Umsturzversuch auf revolutionären Wege plädierten, beharrten Adolf Hitler und sein Umfeld auf einer formal legalen Gewinnung der staatlichen Macht auf parlamentarischen Wege, um das System von Weimar „mit seinen eigenen Mitteln“ zu schlagen. Nach kurzen Anfangserfolgen wie der Besetzung der Büros der Berliner Gauleitung und der Druckerei ihrer Zeitung Der Angriff wurde die revoltierende Berliner SA von dem aus München entsandten Sonderkommissar Paul Schulz und seinem Adjutanten Edmund Heines mit Hilfe der Berliner SS-Gruppe um Kurt Daluege sowie von München-treuen Teilen der Berliner SA zerschlagen und von Grund auf neuaufgebaut.
In den Wochen nach der Stennes-Revolte führte Schulz als kommissarischer Führer die Berliner SA-Gruppe während Heines den Gausturm kommandierte. Anschließend wurde die neu aufgestellte Berliner SA-Gruppe kurzzeitig von Horst von Petersdorff geführt, bevor sie dann ab Sommer 1931 von Wolff Heinrich Graf von Helldorff als neuen Kommandeur übernommen wurde. Zu dieser Zeit wurde die Berliner SA in eine selbständige Untergruppe umgewandelt, wobei die Führung weiterhin bei Helldorf, der die Bezeichnung eines Oberführers erhielt, lag. Während dieser Jahre erlebte die Berliner SA im Gefolge der großen Wahlerfolge, die die NSDAP seit 1930 einfuhr, ein rasantes Wachstum: Bis zum April 1932 wuchs sie beinahe jeden Monat um 30 bis 50 %, so dass sie im Frühjahr 1932 eine Stärke von 16.000 Mann erreicht hatte.
Im November 1931 wurde die selbständige SA-Untergruppe Berlin schließlich mit der brandenburgischen SA zur selbständige SA-Gruppe Berlin-Brandenburg zusammengelegt: Diese untergliederte sich in drei Untergruppe (Untergruppe Berlin-West, Untergruppe Berlin-Ost und Untergruppe Brandenburg). Als Abzeichenfarbe für seine Uniform erhielt der Verband schwarz.
Nach einem kurzzeitigen Verbot der SA in ganz Deutschland vom April bis Juli 1932 begann die neukonstituierte SA in Berlin im Vorfeld der Reichstagswahl vom Juli 1932 einen bis dahin beispiellosen Straßenterror in der Reichshauptstadt zu entfesseln, der maßgeblich zur Intensivierung der politischen Krise im Deutschen Reich im Sommer 1932 beitrug und der erst im Winter 1932/1933 abzuklingen begann. Die Straßen- und Saalschlachten, welche die Berliner SA zu dieser Zeit vor dem Hintergrund der dicht aufeinanderfolgenden großen Wahlkämpfe dieser Zeit mit ihren Kontrahenten aus dem kommunistischen Rotfrontkämpferbund und den analogen pro-republikanischen Organisationen ausfochten, kosteten in der Reichshauptstadt einige Dutzend Menschen das Leben.

### Die Gruppe Berlin-Brandenburg im NS-Staat

Karl Ernst

Im Anschluss an die Übernahme der Staatsgewalt durch die NSDAP im Frühjahr 1933 erlebte die Berliner SA erneut ein sprunghaftes Wachstum: Im Sommer des Jahres 1933 hatte die Gruppe Berlin-Brandenburg bereits eine Stärke von 63.000 Mann erreicht, die sich in vier Berliner und zwei Brandenburger Untergruppen mit neunundzwanzig Standarten bzw. G-Sturmbannen gliederten. Die Führung der Gruppe lag seit dem März 1933 bei Karl Ernst, der diese Stellung als besonderer Protegé von Ernst Röhm übernahm, während sein Vorgänger Helldorff als Polizeipräsident nach Potsdam wechselte. Ernst gelang es – insbesondere nach der Eingliederung der regionalen Stahlhelm-Verbände –, die Berlin-Brandenburgische SA bis 1934 auf eine Stärke von rund 200.000 Mann auszubauen, womit die größte Ausdehnung in der Geschichte der Gruppe erreicht wurde.
Auf Veranlassung des preußischen Innenministers Hermann Göring wurden zahlreiche Angehörige der Berliner SA Ende Februar 1933 zu sogenannten Hilfspolizisten (Hipos) ernannt. Die SA-Hilfspolizei – und die ihr analoge SS-Hilfspolizei – wurde von der NS-Regierung in den folgenden Monaten als Werkzeug zur Befestigung ihrer Macht zur Unterstützung der regulären Polizei eingesetzt. Der Schwerpunkt der polizeilichen Wirksamkeit dieser SA-Kräfte lag dementsprechend im politisch-polizeilichen Bereich, d. h. in der Bekämpfung von tatsächlich und wahrgenommen politischen Gegnern der Nationalsozialisten. Kriminalistische Polizeiaufgaben im eigentlichen Sinne erledigte die Hipo nur in Ausnahmefällen.
Die Verschränkung der Berliner SA mit der Staatsgewalt führte dazu, dass die SA spätestens nach dem Reichstagsbrand vom 28. Februar ihre Position als juristisch nunmehr nahezu unangreifbarer Hoheitsträger nutzte, um Andersdenkende in der Hauptstadt gnadenlos zu verfolgen: Zu diesem Zweck richtete die SA-Gruppe bzw. ihre angegliederten Einheiten in Eigenregie zahlreiche improvisierte Gefängnisse ein, die in der Regel in den Kellern von SA-Sturmlokalen oder Stabsquartieren oder in leerstehenden Lagerhäusern untergebracht waren, so z. B. in der Hedemannstraße und in der Papestraße, in die sie ihre Opfer in der Regel ohne Haftbefehl verschleppte. Seit dem März 1933 unterhielt die Gruppe mit dem KZ Oranienburg außerdem ihr eigenes Konzentrationslager. Sowohl in den improvisierten Gefängnissen als auch in Oranienburg wurden zahlreiche Gefangene der Berliner SA-Gruppe schwer misshandelt und unter in hohem Maße unzureichenden Bedingungen (Vorenthaltung von hinreichend Wasser und Nahrung, keine ärztliche Versorgung nach schweren Verprügelungsaktionen, keine adäquaten Schlafgelegenheiten, bis hin zur tagelangen Fixierung im Stehen) verwahrt. Dies hatte zur Folge, dass zahlreiche der Opfer dieser wilden Gefängnisse und Lager bleibende gesundheitliche Schäden davontrugen oder starben. Zum Teil wurden Gefangene auch gezielt ermordet. Die SA-Hilfspolizei wurde im Sommer 1933 weitgehend wieder abgewickelt, so dass die Exzesse von dieser Seite im Herbst 1933 weitgehend verschwanden.
Den Wegfall der Hilfspolizei konnte die Berliner SA zum Teil kompensieren, indem sie einige ihrer Mitglieder in die reguläre Polizei und speziell in die neugegründete Geheime Staatspolizei schleuste, in der diese zumeist als Kriminalkommissaranwärter aufgenommen wurden. Für die SA hatte dies den Vorteil, dass die betreffenden SA-Leute vom Staat bezahlt wurden und ihre Möglichkeiten und Autorität als nunmehrige vollstaatliche Machtträger zur Wahrnehmung der Interessen der Gruppe nutzen konnten.
Analog zu dem halboffiziellen Terror im Rahmen der massenweise Verhaftung und Arrestierung von politischen Gegnern durch die SA-Hilfspolizei setzte die Masse der regulären Berliner SA-Einheiten den wilden Straßenterror der vorangegangenen Jahre auch nach dem Januar 1933 fort. In mancher Hinsicht verstärkte der – nunmehr staatlich weitgehend gedeckte – Terror sich in mancher Hinsicht sogar noch. So wurde der vor allem von Arbeitern bewohnte Bezirk Köpenick im Sommer 1933 im Zuge der sogenannten Köpenicker Blutwoche mehrere Tage lang von SA-Trupps heimgesucht, die wahllos mehrere Hundert Bewohner des Viertels auf offener Straße oder in ihren Heimen überfielen und dort zusammenschlugen oder sie zur weiteren Misshandlung in SA-Sturmlokale verschleppten. Im Zuge dieser Aktion kamen mindestens vierzehn Menschen ums Leben.
Am 16. Mai 1934 wurde die Gruppe kurzzeitig zu einer SA-Obergruppe erhoben. Diese Aufwertung wurde jedoch bereits im Juli 1934 im Anschluss an die Dezimierung der SA während der Röhm-Affäre wieder zurückgezogen: Nachdem der Gruppenführer der Berlin-Brandenburgischen SA Karl Ernst und führende Männer seines Stabes erschossen worden waren, wurde die SA-Obergruppe Berlin-Brandenburg kommissarisch dem Berliner SS-Chef Daluege unterstellt, der die Berliner SA der Aufsicht des Landespolizeigenerals Walther Wecke unterstellte.

Dietrich von Jagow

Nach der Wiederherstellung der Berlin-Brandenburgischen SA als Gruppe wurde Dietrich von Jagow zum neuen Gruppenführer ernannt, der diesen Posten bis 1942 beibehalten sollte. Die SA-Gruppe wurde in der Folgezeit in ihrem personellen Umfang deutlich reduziert, so dass ihre Stärke 1935 wieder bei unter 100.000 lag.
In den Jahren bis zum Ende des Zweiten Weltkriegs übernahm die Berliner SA-Gruppe vor allem Aufgaben im Bereich der wehrsportlichen Ausbildung der Bevölkerung sowie logistische Hilfsaufgaben für die NSDAP und ihre angeschlossenen Organisationen wie etwa Sammlungen von finanziellen Spenden oder Kleidungsstücken für das Winterhilfswerk oder die Ausrichtung von Volksfesten. Ins Blickfeld der Weltöffentlichkeit geriet die Berlin-Brandenburgische SA noch einmal im Anschluss an die Reichskristallnacht vom 9. November 1938. Im Zusammenhang mit dem an diesem Tag auf Anordnung der NS-Führung im ganzen Reichsgebiet durchgeführten Terror (Niederbrennung von Synagogen, Zerstörung jüdischer Geschäfte und Misshandlung zahlreicher jüdischer Personen) fungierte sie als Hauptträger der einschlägigen Aktionen in der Reichshauptstadt als einem der Zentren des Geschehens dieser Tage. Eine eigenständige politische Bedeutung erlangte die Gruppe bis zum Ende der NS-Herrschaft nicht mehr.
Anlässlich der Aufstellung des Volkssturms ging die SA-Gruppe im Winter 1944/1945 größtenteils in diesem auf. Ihre letzten Reste lösten sich nach der Eroberung Berlins durch die Rote Armee im April/Mai 1945 auf.

## Organisation und Gliederungen
Die Führung der Gruppe wurde von einem Führungsstab wahrgenommen, der der Obersten SA-Führung in München unterstand. Dem Gruppestab unterstanden Untergruppen, Brigaden und Standarten, die wiederum Sturmbanne, Stürme und weitere Gliederungen umfassten.

### Gliederung der SA-Gruppe 1926
Am 1. Dezember 1926 wurde die Sturmabteilungen in Berlin und Brandenburg zur SA Berlin-Brandenburg zusammengefasst, die in drei Standarten gegliedert war:
- SA-Standarte I (Stadtbezirk Berlin)
- SA-Standarte II (Außenbezirk Berlin)
- SA-Standarte III (Provinz Brandenburg)

### Gliederung der Berliner SA 1927
1927 wurde die SA in Berlin als „Gausturm Berlin-Brandenburg“ organisiert: Dieser umfasste fünf Berliner Standarten mit neunzehn Truppen (später Trupps genannt). Die Brandenburger SA fasste derweil drei Standarten mit sieben Stürmen.
- SA Berlin
  - SA-Standarte I
    - umfasste: Truppen 6, 10 und 33

  - SA-Standarte II
    - umfasste: Truppen 3, 4 und 15

  - SA-Standarte III
    - umfasste: Truppen 16, 25, 26 und 27

  - SA-Standarte IV
    - umfasste: Truppen 1, 2, 17 und 23

  - SA-Standarte V
    - umfasste: Truppen 5, 20, 34, 35 und 37

- SA Brandenburg
  - SA-Standarte VI
    - umfasste: Stürme 29, 31 und 32

  - SA-Standarte VII
    - umfasste: Stürme 7 und 12

  - SA-Standarte IX
    - umfasste: Stürme 38 und 42

### Gliederung der Berliner SA 1930

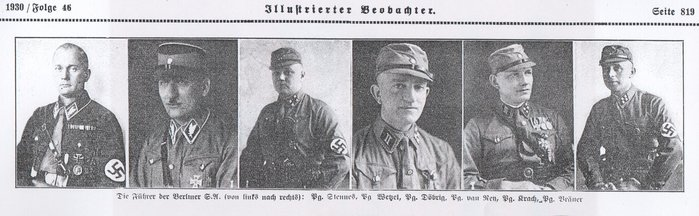
Die Führer der Berliner SA 1930.

Im Jahr 1930 ist der folgende Aufbau der SA in Berlin („Gausturm Berlin“) fassbar:
- Kommandeur des Gausturms Berlin: Ernst Wetzel
  - Standarte I (Charlottenburg, Spandau, Moabit)
    - Erich Döbrich

  - Standarte II (Steglitz)
    - Karl van Rey

  - Standarte III (Tempelhof)
    - Wilhelm Krach

  - Standarte IV (Mitte)
    - Hans Breuer

  - Standarte V (Friedrichshain)
    - Hans Hustert

  - Motorsturm
    - Gustav Kempe

### Gliederung der SA-Gruppe am 1. November 1932
Am 1. November 1932 umfasste die Gruppe vier Untergruppen mit fünfzehn Standarten:
- 1) SA Untergruppe Berlin-Ost
  - SA-Standarte 3 – Bezirke Neukölln, Tempelhof, Treptow
  - SA-Standarte 5 „Horst Wessel“ – Bezirke Friedrichshain, Lichtenberg
  - SA-Standarte 9 – Bezirk Steglitz

- 2) SA Untergruppe Berlin-West
  - SA-Standarte 1 (Bezirk Charlottenburg)
  - SA-Standarte 2 „Kütemeyer“ (Bezirk Schöneberg)
  - SA-Standarte 6 (Bezirk Mitte)
  - SA-Standarte 7 (Bezirk Wilmersdorf)
  - SA-Standarte 8 (Bezirk Kreuzberg)

- 3) SA Untergruppe Brandenburg-Ost
  - SA-Standarte 64 (Kreise Angermünde, Prenzlau, Templin)
  - SA-Standarte 206 (Kreise Teltow Ost, Beeskow, Storkow)
  - SA-Standarte 207 (Kreise Eberswalde, Oberbarnim)
  - SA-Standarte 208 (Kreis Niederbarnim)

- 4) SA Untergruppe Brandenburg-West
  - SA-Standarte 24 (Kreis Ruppin)
  - SA-Standarte 35 (Kreise Brandenburg, Rathenow)
  - SA-Standarte 39 (Kreis Ostprignitz)

### Gliederung der SA-Gruppe im März 1933
Anlässlich der Ernennung Karl Ernsts zum Führer der Gruppe im März 1933 wurde die Gruppe Berlin-Brandenburg im März 1933 wie folgt reorganisiert:
- 1) Untergruppe Berlin-Nord:
  - Standarte 1
  - Selbständiger Sturmbann 10
  - Selbständiger Sturmbann 11
  - Selbständiger Sturmbann 14
  - Selbständiger Sturmbann 16

- 2) Untergruppe Berlin-Ost:
  - Standarte 5
  - Standarte 6
  - Selbständiger Sturmbann 4
  - Selbständiger Sturmbann 12

- 3) Untergruppe Berlin-Süd:
  - Standarte 3
  - Standarte 8
  - Selbständiger Sturmbann 13
  - Selbständiger Sturmbann 15

- 4) Untergruppe Berlin-West:
  - Standarte 2
  - Standarte 7
  - Standarte 9
  - Selbständiger Sturmbann 17

### Gliederung der SA-Gruppe 1933
1933 wurde die Berliner SA reorganisiert: Die früheren Untergruppen wurden zum 15. September 1933 aufgelöst und in Brigaden überführt. Die Gruppe umfasste nun 8 Brigaden mit 34 Standarten:
- 1) Die SA-Brigade „Brandenburg-Süd“ wurde am 23. Oktober 1933 in die SA-Brigade 25 umgewandelt
  - sie umfasste die SA-Standarten 35, 205, 206, 235 und 444
- 2) Die SA-Brigade „Brandenburg-Ost“ wurde am 23. Oktober 1933 in die SA-Brigade 26 umgewandelt
  - sie umfasste die SA-Standarten 64, 207, 208, 419 und 443,
- 3) Die SA-Brigade „Brandenburg-West“ wurde am 23. Oktober 1933 SA-Brigade 27 umgewandelt
  - sie umfasste die SA-Standarten 24, 39, 224, 239 und 422
- 4) Die SA-Brigade „Horst Wessel“ (Berlin-Ost) wurde am 23. Oktober 1933 in die SA-Brigade 28 „Horst Wessel“ umgewandelt
  - sie umfasste die SA-Standarten 5, 15, 19 und 20
- 5) Die SA-Brigade „Berlin-Nord“ wurde am 23. Oktober 1933 in die SA-Brigade 29 umgewandelt
  - sie umfasste die SA-Standarten 4, 10, 11, 12 und 16
- 6) Die SA-Brigade „Berlin-West“ wurde am 23. Oktober 1933 in die SA-Brigade 30 umgewandelt
  - sie umfasste die SA-Standarten 1, 7, 9, 14 und 17
- 7) Die SA-Brigade „Berlin-Süd“ wurde am 23. Oktober 1923 in die SA-Brigade 31 umgewandelt
  - sie umfasste die SA-Standarten 3, 13 und 18
- 8) Die SA-Brigade „Berlin-Mitte“ wurde am 23. Oktober 1933 in die SA-Brigade 32 umgewandelt
  - sie umfasste die SA-Standarten 2 und 68

## Die Führer der Gruppe

### Gruppenführer, Stabsführer und Adjutanten der Berliner SA-Gruppe im Überblick

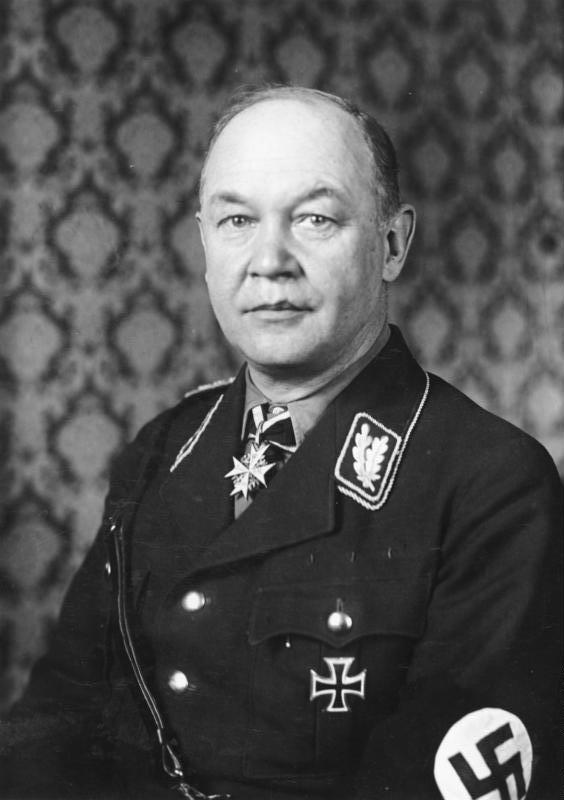
Achim von Arnim (um 1934), Träger des Ordens Pour le Mérite

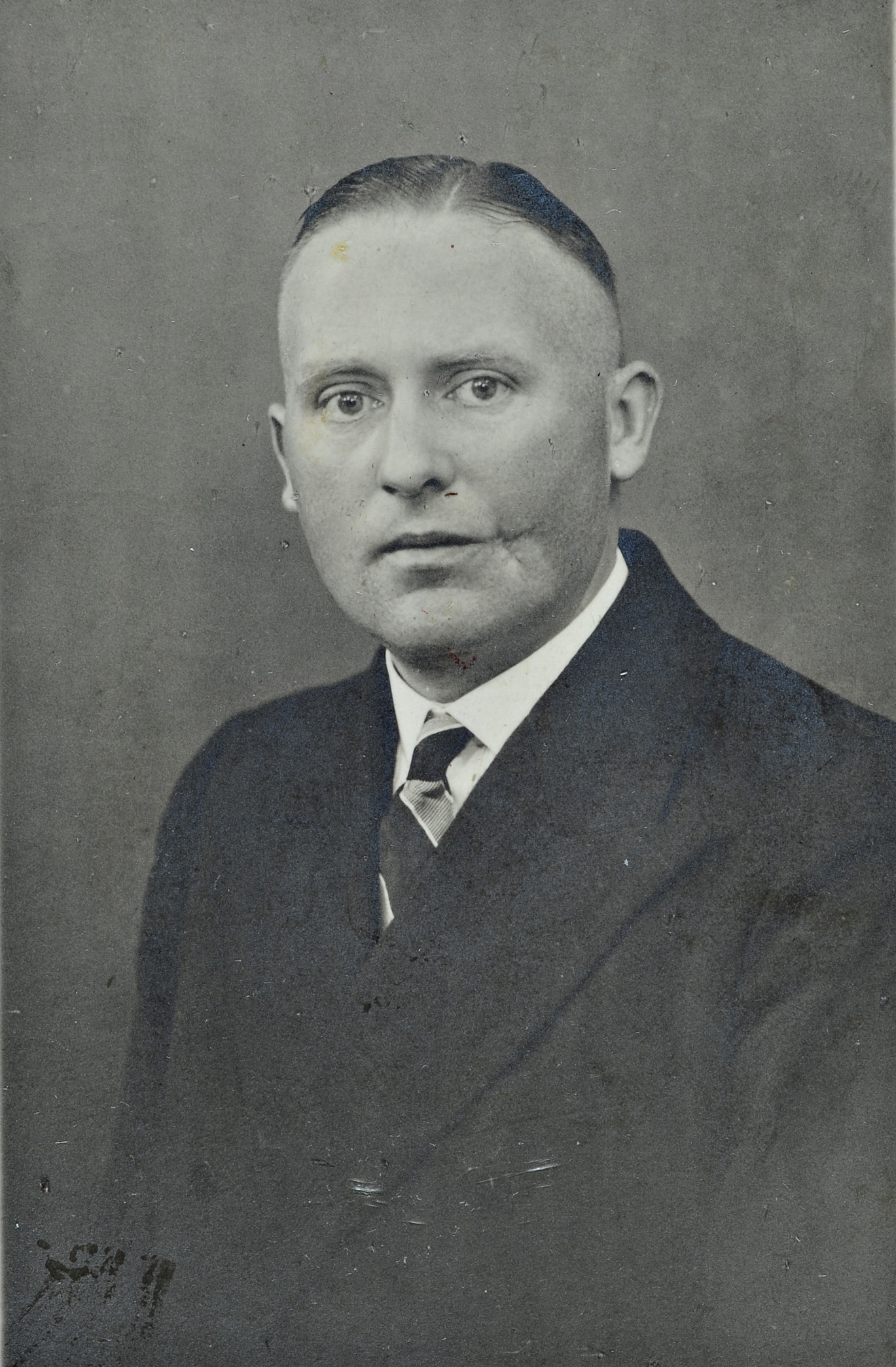
SA-Stabsführer Wilhelm Sander (um 1930)

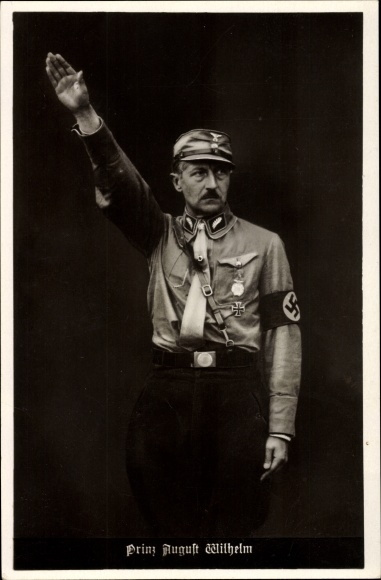
Postkarte von Prinz August Wilhelm von Preußen als Standartenführer

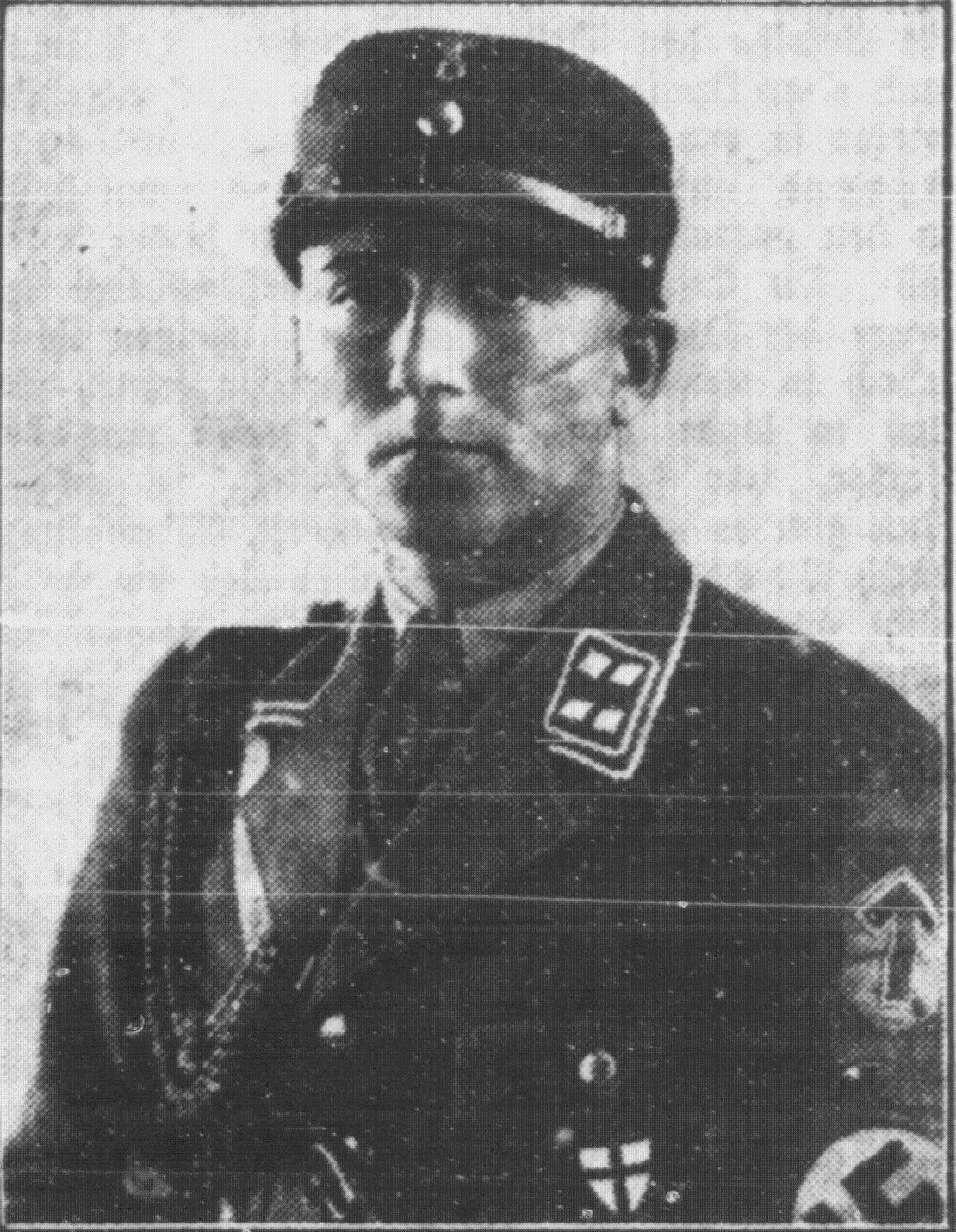
Gerhard Sudheimer, SA-Sturmbannführer. Mit Tyr-Abzeichen für die Teilnahme eines Lehrgangs an der Reichsführerschule München. (ca. 1933).

| Führer der Berliner SA                 | Führer der Berliner SA                                                                 |
| Amtsdaten                              | Amtsinhaber                                                                            |
| -------------------------------------- | -------------------------------------------------------------------------------------- |
| 1926 bis 1928                          | Kurt Daluege                                                                           |
| 1928 bis April 1931                    | Walther Stennes als OSAF-Ost                                                           |
| 1931                                   | Edmund Heines                                                                          |
| 28. April 1931 bis 31. Juli 1931       | Horst von Petersdorff als „Führer des Gausturmes Berlin“                               |
| 31. Juli 1931 bis 9. September 1931    | Wolf-Heinrich von Helldorff als „Führer der selbständigen Untergruppe Berlin“          |
| 10. September 1931 bis 13. April 1932  | Wolf-Heinrich von Helldorff als „Führer der Gruppe Berlin–Brandenburg“                 |
| 13. April 1932 bis 30. Juni 1932       | offiziell vakant (SA-Verbot)                                                           |
| 1. Juli 1932 bis 14. März 1933         | Wolf-Heinrich von Helldorff als „Führer der Gruppe Berlin–Brandenburg“                 |
| 15. März 1933 bis 26. Juni 1933        | Karl Ernst „mit der Führung der Gruppe Berlin–Brandenburg beauftragt“                  |
| 27. Juni 1933 bis 14. Mai 1934         | Karl Ernst als „Führer der Gruppe Berlin–Brandenburg“                                  |
| 15. Mai 1934 bis 30. Juni 1934         | Karl Ernst als „Führer der Obergruppe Berlin–Brandenburg“                              |
| 1. Juli bis 20. Juli 1934              | Walther Wecke „kommissarisch mit der Führung der Gruppe Berlin–Brandenburg beauftragt“ |
| 20. Juli 1934 bis 14. September 1935   | Dietrich von Jagow „mit der Führung der Gruppe Berlin–Brandenburg beauftragt“          |
| 15. September 1935 bis 31. Januar 1942 | Dietrich von Jagow als „Führer der Gruppe Berlin–Brandenburg“                          |
| 1. Februar 1942                        | Günther Gräntz als „Führer der Gruppe Berlin–Brandenburg“                              |

| Stabsführer der Berliner SA             | Stabsführer der Berliner SA                                                                               |
| Amtsdaten                               | Amtsinhaber                                                                                               |
| --------------------------------------- | --- |
| 14. Oktober 1931 bis 14. Dezember 1931  | Karl Ernst als Stabsführer der Gruppe Berlin-Brandenburg                                                  |
| 15. Dezember 1931 bis 13. April 1932    | Walter Schmidt als Stabsführer der Gruppe Berlin-Brandenburg                                              |
| 13. April 1932 bis 30. Juni 1932        | offiziell vakant (SA-Verbot)                                                                              |
| 1. Juli 1932 bis 22. Februar 1933       | Achim von Arnim als Stabsführer der Gruppe Berlin-Brandenburg                                             |
| 23. Februar 1933 bis 30. Juni 1934      | Wilhelm Sander als Stabsführer der Gruppe Berlin-Brandenburg                                              |
| 1. Juli 1934 bis 19. Juli               | vakant bzw. kommissarisch betreut durch Landespolizeihauptmann Oelze                                      |
| 20. Juli 1934 bis 14. September 1935    | Ludwig Uhland mit der Wahrnehmung der Geschäfte des Stabsführers der Gruppe Berlin-Brandenburg beauftragt |
| 15. September 1935 bis 31. Oktober 1936 | Ludwig Uhland als Stabsführer der Gruppe Berlin-Brandenburg                                               |

| Adjutanten der Berliner SA           | Adjutanten der Berliner SA                                  |
| Amtsdaten                            | Amtsinhaber                                                 |
| ------------------------------------ | ----------------------------------------------------------- |
| 1. April bis 13. Oktober 1931        | Karl Ernst als „Adjutant des Gausturms Berlin-Brandenburg“  |
| 20. Dezember 1931 bis 13. April 1932 | Karl Ernst als „Adjutant der Gruppe Berlin-Brandenburg“     |
| 13. April 1932 bis 30. Juni 1932     | offiziell vakant (SA-Verbot)                                |
| 1. Juli 1932 [?] bis 31. Januar 1933 | Kurt Krüger                                                 |
| 18. Oktober 1932 a bis 20. Mai 1933  | Gustav Schäfer als „Adjutant der Gruppe Berlin-Brandenburg“ |
| 1. Juni 1933 bis 30. März 1934       | Gerhard Sudheimer                                           |
| 1. April 1934 bis 30. Juni 1934      | Walter von Mohrenschildt                                    |
| ?                                    |                                                             |

### Weitere bekannte zeitweilige Mitglieder (zumeist bis Mitte 1934) des Gruppenstabes
- Bauls: Dr.
- Julius Bergmann: Ic-Referent der SA-Gruppe Berlin-Brandenburg
- Boness:
- Heinrich Gattineau: Führer z.b.V. im Gruppenstab
- Heinz Geisler
- Oskar Glöckler:
- Paul Hausser: Generalmajor a. D., Führer der SA-Reserve I (II) in Berlin; vormals Landesführer des Stahlhelm Berlin-Brandenburg; nachmalig 1942 SS-Oberst-Gruppenführer
- Arnim Klass
- Julius Lippert: Dr., Politiker, Preussischer Staatsrat
- August Wilhelm Prinz von Preußen: Sohn des ehemaligen deutschen Kaisers
- Paul Rieck: SA-Oberführer, Verwaltungsführer der SA-Gruppe Berlin-Brandenburg von 1933 bis 1934
- Hans Joachim Schiffer
- Senden:
- Gerd Voss: Rechtsberater der SA-Gruppe Berlin-Brandenburg von 1933 bis 1934
- Mark von Wietersheim: Sturmbannführer; Mitglied des Preußischen Landtags, Landwirt (kann nur kurzzeitig im Gruppenstab gewesen sein)
- Alfred Zaubitzer

## Unterführer der Gruppe

### Führer der Untergruppen
- 1) Führer der Untergruppe Berlin-Nord:
  - Glatzel

- 2) Führer der Untergruppe Berlin-Ost:
  - 1. Juli 1932 bis 1. Juli 1932: Karl Ernst (mit der Führung beauftragt)
  - 1. Juli 1932 bis 14. März 1933: Karl Ernst
  - 15. März 1933 bis 14. September 1933: Richard Fiedler
  - am 14. September Auflösung der Untergruppe und Umwandlung in die Brigade 32 (Berlin-Mitte)

- 3) Führer der Untergruppe Berlin-Süd:
  - Schwarz

- 4) Führer der Untergruppe Berlin-West:
  - 1. Juli 1932 bis 14. Oktober 1932: Oberführer Walter Schmidt (mit der Führung beauftragt)
  - 15. Oktober 1932 bis 28. Februar 1933: Standartenführer Ernst Pretzel (mit der Führung beauftragt)
  - 1. März 1933 bis 22. April 1933: Oberführer Ernst Pretzel
  - 22. April 1933 bis 14. September 1933: Ladi-Joseph Pauly
  - am 14. September 1933 Auflösung der Untergruppe und Umwandlung in die Brigade 30 (Berlin-West)

- 3) Führer der Untergruppe Brandenburg-Ost:
  - 1. Juli 1932 bis 14. Oktober 1932: Standartenführer (ab 15. September 1932 Oberführer) Eberhard von Wechmar (mit der Führung der Untergruppe beauftragt)
  - 14. Oktober 1932 bis 1. November 1932: Eberhard von Wechmar
  - 1. November 1932 bis 31. März 1933: Erich Kaul (mit der Führung beauftragt)
  - 1. April 1933 bis 14. September 1933: Erich Kaul
  - am 14. September 1933 Auflösung der Untergruppe und Umwandlung in die Brigade 26 (Brandenburg Ost)

### Stabsführer der Untergruppen
- Stabsführer der Untergruppe Berlin-Nord:
  - Sturmbannführer Adolf Kantorski

- Stabsführer der Untergruppe Berlin-Ost:
  - März 1933 bis : Kunze

- Stabführer der Untergruppe Berlin-Süd:
  - Stabsführer Sibert

- Stabsführer der Untergruppe Berlin-West:
  - 1932: Ernst Pretzel
  - 1933: Ladi-Joseph Pauly

### Führer der Brigaden
- 1) Führer der SA-Brigade 25:
  - 1934: Geiseler

- 2) Führer der SA-Brigade 26 (Brandenburg Ost):

- 3) Führer der SA-Brigade 27 (Brandenburg West):
  - 1. Mai 1937 bis 1945: Oluf Christensen

- 4) Führer der SA-Brigade 28:
  - September 1933 bis Oktober 1934: Erich Ernst

- 5) Führer der SA-Brigade 29 (Berlin-Nord):
  - 17. Januar 1934 bis 14. August 1937: Werner Schwarz (Politiker, 1902)

- 6) Führer der SA-Brigade 30 (Berlin-West):
  - 15. September 1933 bis 30. Juni 1934: Ladi-Joseph Pauly
  - Juli 1934 bis ?: Gottlieb Rösner

- 7) Führer der SA-Brigade 31 (Berlin-Süd):
  - 15. September 1933 bis 16. Januar 1934: Werner Schwarz (Politiker, 1902)
  - 17. Januar 1934 bis ?: Werner Mühlberg

- 8) Führer der SA-Brigade 32 (Berlin-Mitte):
  - September 1933 bis Oktober 1934: Richard Fiedler

### Führer der Standarten
- Führer der SA-Standarte 1 (seit 31. Januar 1931: „Hans Eberhard Maikowski Standarte 1“):
  - 1926 [?] bis 1931: Gottlieb Rösner
  - 1931: Karl Belding
  - 15. Januar 1932 bis 1. Februar 1932: Eberhard von Wechmar
  - 2. Februar 1932 bis 8. September 1932: Berthold Hell (mit der Führung beauftragt)
  - 9. September 1932 bis 30. Juni 1934: Berthold Hell
  - August 1934 Dezember 1936/Januar 1937: Fritz Hahn
  - Februar 1937 bis April 1938: Erich Ernst

- Führer der SA-Standarte 2 („Kütemeyer“):
  - 15. Oktober 1931 bis 6. April 1934: Hermann Voß
  - 1934 bis mindestens 1938: Moritz Kraut

- Führer der SA-Standarte 3:
  - 1. April 1933 bis 30. August 1933: Werner Mühlberg
  - September 1933 bis : Walter Hübner

- Führer der SA-Standarte 4:
  - April 1931 bis Juli 1932: Alfred Knüttel
  - neu aufgestellt im August 1933 aus dem Sturmbann 4
  - 6. August 1933 bis 1934: Willi Protsch

- Führer der SA-Standarte 5 (Horst Wessel):
  - 15. Mai 1931 bis März 1933: Wilhelm Sander
  - März 1933 bis August 1933: Erich Ernst
  - August 1933 bis Juli 1934: Friedrich Schlageter

- Führer der SA-Standarte 6 (Bezirk Mitte):
  - 15. September 1931 bis März 1933: Richard Fiedler
  - März 1933 bis: Sturmbannführer Willi Markus
  - 1. August 1939 bis ?: Moritz Kraut

- Führer der SA-Standarte 7:
  - 15. Dezember 1931 bis 31. Januar 1933: Richard Tornow
  - 1. April 1933 bis ?: Walter Wiesner
  - bis 31. Oktober 1938: Wilhelm Fischer

- Führer der SA-Standarte 8 (Bezirk Kreuzberg):
  - 13. Juni 1932 bis 1935: Carl Heck

- Führer der Standarte 9:
  - 1932 bis ?: Walter Mahl

- Führer der SA-Standarte 10:
  - August 1933 bis 1934: Otto von Bülow

- Führer der SA-Standarte 11:
  - 6. August 1933 bis 1934: Bruno König

- Führer der SA-Standarte 12:
  - 1934: Kurt Mende

- Führer der SA-Standarte 13:
  - 1933 bis: Walter Schilling

- Führer der SA-Standarte 14:
  - 30. Januar 1934 bis ?: Wilhelm Martens

- Führer der SA-Standarte 15:
  - im August 1933 als neue Standarte aus dem selbständigen Sturmbann 15 hervorgegangen
  - 6. August 1933 bis 20. April 1935: Herbert Gehrke

- Führer der SA-Standarte 16:
  - hervorgegangen aus dem
  - 6. August 1933 bis Sommer 1934: Moritz Kraut

- Führer der SA-Standarte 17:
  - Am 6. August 1933 aus dem selbständigen Sturmbann 17 hervorgegangen
  - 6. August 1933 bis Juli 1934: Wilhelm Fischer

- Führer der SA-Standarte 18:
  - März 1933 bis ?: Hermann Walch

- Führer der Standarte 19:
  - 30. August 1933 bis Januar 1934: Werner Mühlberg
  - ab 17. Januar 1934 mit der Führung beauftragt: Arnold Kochan

- Führer der SA-Standarte 20:
  - 30. August 1933 bis 1934: Ernst Bähr

### Führer der Sturmbanne und selbständigen Sturmbanne
Sturmbanne der Standarte 1:
- Sturmbann I/1:
  - 1932: Andreas Hiernholzer
- Sturmbann II/1:
  - 1932: Heinrich Brunnengräber
- Sturmbann III/1
  - 1932: Karl Appel
- Sturmbann IV/1
  - 1932: Hans Schmidt

Sturmbanne der Standarte 2:
- Sturmbann I/2:
  - 1932: Fritz Dausel
- Sturmbann II/2:
  - 1932: Helmut Rassow
- Sturmbann III/2:
  - 1932: Hermann Walch

Sturmbanne der Standarte 3:
- Sturmbann I/3:
  - 1932: Walter Schilling
- Sturmbann II/3:
  - 1932 Walter Hübner
- Sturmbann III/3:
  - 1932: Paul Braumann

Selbständiger Sturmbann 4:
- 1932 bis 1933: Willi Protsch
- 1933 zur SA-Standarte 4 erhoben

Sturmbanne der Standarte 5:
- Sturmbann I/5:
  - 1932: Friedrich Schlageter
- Sturmbann II/5:
  - 1932: Franz Sauer
- Sturmbann III/5:
  - 1932: Herbert Gehrke

Sturmbanne der Standarte 6:
- Sturmbann I/6:
  - 1932: Arthur Ledy
- Sturmbann II/6:
  - 1932: Willi Markus
- Sturmbann III/6:
  - 1932: Ulrich Neumann
- Sturmbann IV/6:
  - 1932: Fritz Blank
- Sturmbann V/6:
  - 1932: Moritz Kraut

Sturmbanne der Standarte 7:
- Sturmbann I/7:
  - 1932: Walter Wiesner
- Sturmbann II/7:
  - 1932: Gustav Kurtze
- Sturmbann III/7:
  - 1932: Arno Pardun
- Sturmbann IV/7:
  - Wilhelm Fischer

Sturmbanne der Standarte 8:
- Sturmbann I/8:
  - 1932: Kurt Masurat
- Sturmbann II/8:
  - 1932: Karl Neumann
- Sturmbann III/8:
  - 1932: Paul Menzel

Sturmbanne der Standarte 9:
- Sturmbann I/9:
  - 1932: Alwin Rabben
- Sturmbann II/9:
  - 1932: Bruno Markert
- Sturmbann: III/9:
  - 1932: Wolfram Wächter
- Sturmbann IV/9:
  - 1932: Rudolf Glatzel

Selbständiger Sturmbann 10:
- Pauls

Selbständiger Sturmbann 11:
- Bruno König

Selbständiger Sturmbann 12:
- Kurt Mende

Selbständiger Sturmbann 13:
- Sturmbannführer Walter Schilling

Selbständiger Sturmbann 14:
- Sturmbannführer Martens

Selbständiger Sturmbann 15:
- Sturmbannführer Herbert Gehrke

Selbständiger Sturmbann 16:
- Sturmbannführer Moritz Kraut

- Selbständiger Sturmbann 17:
- Wilhelm Fischer

### Sanitätswesen
Sanitätsgruppenführer war von Ende 1932 bis 1934 der ehemalige Generaloberarzt Johannes Giese, der als so genannter Standartenarzt begann. Der berüchtigte SA-Arzt Erwin Villain, selbst als Täter bei der Köpenicker Blutwoche aktiv, wurde im Zuge des Röhm-Putsch erschossen.

### Reiter SA
Chefreiterführer von 1933 bis ca. 1936 Generalmajor Manfred von Schwerin (1881–1943); nachmals Generalleutnant bei Wiederaufnahme in die Wehrmacht. Sein höherer SA Dienstrang ist nicht bekannt.

### Motor SA
Die Motor SA war als Motorgruppenstaffel der jeweiligen überregionalen SA-Gruppe angegliedert und Vorgänger des NSKK. Als Referent war 1932 in Berlin der Hauptmann a. D. Leo von Bayer-Ehrenberg tätig.

### SA-Feldpolizei
Eine 180 Mann starke Einheit der SA-Feldpolizei unterstand der SA-Gruppe Berlin-Brandenburg z. b. V. Die Leitung übernahm SA-Standartenführer Walter Fritsch.

## Konzentrationslager
- KZ Alt-Daber
- KZ Börnicke
- KZ Hedemannstraße[5]
- KZ Neuruppin

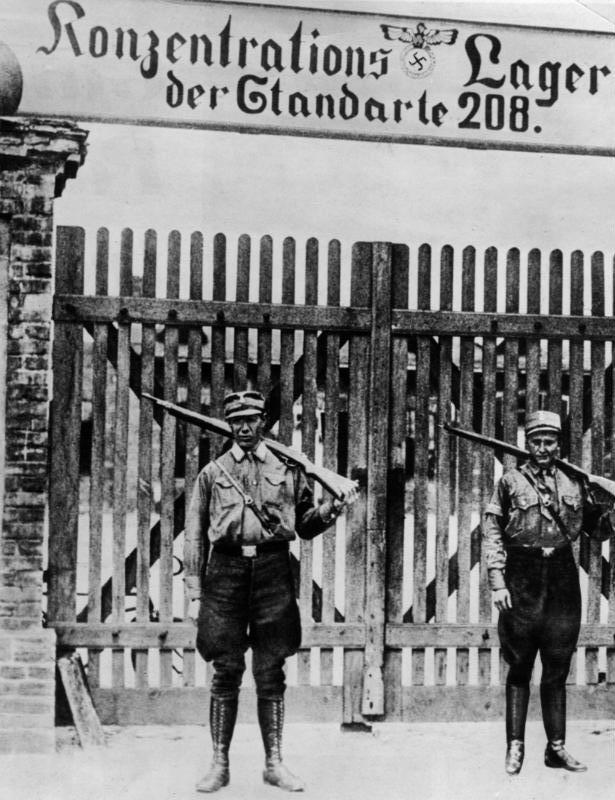
SA-Leute vor dem Eingang des KZ Oranienburg

- Gefängnis General-Pape-Straße Berlin
- KZ Oranienburg
- KZ Senftenberg
- KZ Sonnenburg
- KZ Wasserturm Berlin-Prenzlauer Berg

## Die SS in Berlin-Brandenburg

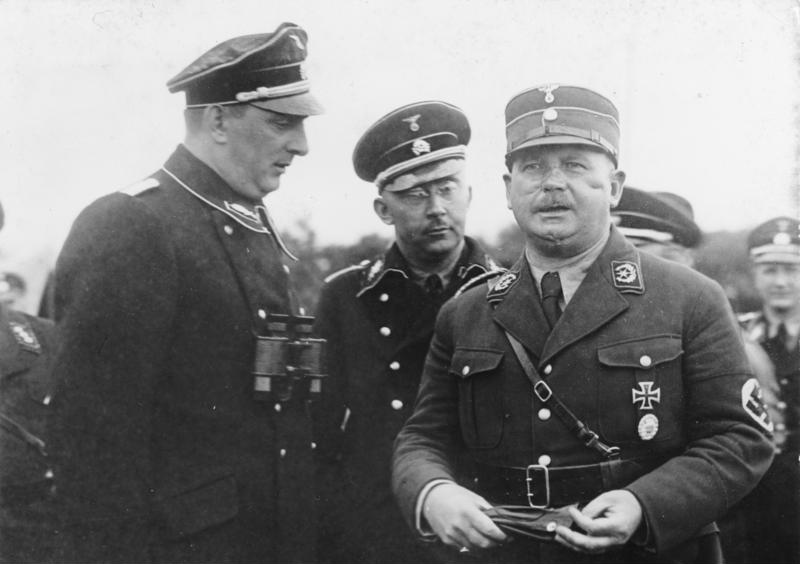
Treffen der SS-Gruppe Ost, August 1933. Ernst Röhm (rechts) mit Kurt Daluege (links) und Heinrich Himmler

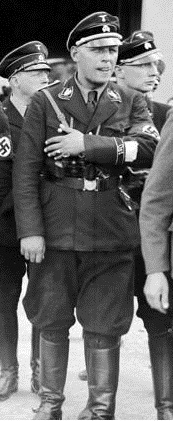
SS-Stabsführer der Gruppe Ost (Armband) Fritz Karl Engel, im Bildhintergrund rechts Hubertus-Karl Graf von Schimmelmann, vor 1934

Die förmliche Unterstellung der SS als Teil SA wurde am 20. Juli 1934 aufgehoben und galt somit auch für den Bereich der SS-Gruppe-Ost (Berlin-Brandenburg). Dennoch ist spätestens mit den Ereignissen um die so genannte Stennes-Revolte 1931 von einer gewissen Selbstständigkeit der SS auszugehen.
Nach Unterlagen aus dem ehemaligen Berlin Document Center war Mitte der 1920er Jahre ein SA-Führer Wolter der erste Führer der SS in Berlin. In Brandenburg entstanden mit den bekannteren Beispielen Belzig, Potsdam und Wünsdorf sowie an weiteren militärischen Standorten wie Jüterbog erst wesentlich später erste kleine SS Trupps. Von Wolter übernahm dann Kurt Wege die Leitung der regionalen Gruppen, ebenso von ersten Einheiten in Mecklenburg. Die SS in Berlin wuchs aber später mit der Übernahme durch Kurt Daluege 1930, dessen Adjutant war nachfolgend der spätere Selbstschutzmitarbeiter Sturmführer Karl-Hubertus Graf von Schimmelmann, SS-Nr. 988. Weitere Berliner SS-Führer machten nach 1933 Karriere, so Kurt Kaul, ebenso Otto Reich, er galt als der eigentliche Ausbilder der späteren SS Stabswache Berlin 1933, und auch Walter Stein. Ab Herbst 1933 führte Sepp Dietrich die SS Gruppe Ost (Berlin-Brandenburg), respektive den Oberabschnitt Ost (Spree). (Süd)-Brandenburg bildete zwischenzeitlich eine Besonderheit, da es mit Graf Helldorff auch einem SA-Führer unterstand, etwaig bis Mitte 1934, sicherlich nur erklärlich in seiner Funktion als Polizeipräsident von Potsdam. Ein weiterer SS-Führer, der zwar ebenso wenig aus Berlin stammt, hier aber seine Laufbahn begann, war Otto Braß. Rudolf Weiß dagegen war gebürtiger Berliner. Einige aktive Funktionsträger des Verbandes wiederum gingen wie Otto Teetzmann den Weg zu anderen Behörden und staatlichen Stellen. Der ehemalige SS-Führer Emil Sembach, in der Röhm-Affäre von seinen eigenen Leuten ermordet, war 1932 Leiter der Standarte (Regiment) 15. Aus Brandenburg stammende SS-Führer waren der KZ-Kommandant Walter Gerlach und Hans Kühtz, sämtlich mit geringen Mitgliedsnummern versehen und juristisch nach Kriegsende nicht belangt. Hingerichtet wurde 1951 der langjährige stellvertretende Leiter der SS in Berlin-Brandenburg Max Henze.
Die SS Gruppe Ost Berlin Brandenburg bestand im Frühjahr 1934:
- aus dem Abschnitt III
  - mit den Standarten 6 (Berlin), 15 (Potsdam), 42 (Berlin) und 44 (Eberswalde)
- sowie dem Abschnitt XII (Brandenburg-Ost).
  - mit den Standarten 27 und 54
- Abschnitt XIII
  - mit den eigentlichen pommerschen Standarten 9 und 39

Hinzu kamen zeitgleich im April 1934 für Berlin die Standarte 75 unter Fritz Katzmann sowie die brandenburgische Standarte 80, späterer Ehrenname „Großbeeren“, für die Gebiete Beeskow-Storkow, Teltow, Jüterbog-Luckenwalde und Zauch-Belzig, unter der Leitung des Ratsherrn der Stadt Berlin SS-Obersturmbannführer Fritz Schröder.
Zwischenzeitlich im Frühjahr 1934 aus der SS ausgestoßen und etwa zu Kriegsbeginn wieder Aufnahme fand der Stabsführer des SS Gruppe Berlin-Brandenburg Fritz Karl Engel. Den SS-Abschnitt XII leitete bis Anfang 1934 der Kriegsverbrecher Erich von dem Bach-Zelewski. Ihm unterstanden in der Aufbauphase die Einheiten bei Frankfurt/Oder.
In der Ausbauphase 1933/34 und mit dem Mitgliederzuwachs kamen mit Paul Moder für Berlin und Heinz Mozek für Brandenburg weitere SS-Führer zur SS Gruppe Ost, ff. zum Oberabschnitt Ost. Siegfried Taubert war bis 1935 für Berlin-Brandenburg mitzuständig, ihm folgte als Standortführer Berlin Franz Breithaupt.
Die ebenfalls im Frühjahr 1934 gebildete Reiter-SS im Gebiet Berlin-Brandenburg unterstand dem SS-Obersturmbannführer Paul Brantenaar, SS-Nr. 64.462. Diese Einheiten unterstanden formell mangels Unterführerpotential im ländlichen Raum in Einzelfällen dem zuständigen SA-Führer. Die Formation firmierte nachmals als 7. SS-Reiterstandarte. Nur kurzzeitig bestand unter dem späteren SS-General Wilhelm Bittrich eine sogenannte SS-Fliegelstaffel Ost, der Chefführer der SS-Flieger war Eduard Ritter von Schleich mit Sitz in München.
Mit dem vormaligen SA-Adjutanten Kurt Krüger wechselte ein bekannterer Führer der SA bereits zum Jahreswechsel 1932/33 zur SS und wurde nachmals Oberbürgermeister von Neuruppin.
Im BArch ist ein Schreiben des SA General-Inspekteurs Curt von Ulrich erhalten geblieben. Dieser schrieb Ende Dezember 1932 an Röhm ein Gesamturteil über die SS im Bereich der SA-Gruppe Berlin-Brandenburg: „SS steht fast durchweg über den Durchschnitt der reichsdeutschen und österreichischen SS, besonders die Führer.“ Etwa Mitte Juni 1932 übernahm der Berliner Jurist Walter Graeschke den weiteren Aufbau der SS in großen Teilen Österreichs. Zu diesem Zeitpunkt war auch bereits mit Christoph von Hessen ein Vertreter des Hochadels Mitglied der Berliner SS-Standarte 6 und dort als Adjutant tätig.
Konstant im Stab der SS-Gruppe Ost agierte von 1933 als Leutnant (Sturmführer) bis zum General (Gruppenführer) 1944/45 der SS-Führer Max Schneller.
Dem Abschnitt III der SS unterstand das KZ Columbia. Des Weiteren wurde das KZ Altes Zuchthaus Brandenburg von SS-Truppen bewacht.
Den der SS zugehörigen Sicherheitsdienst für den Großraum Berlin-Brandenburg, SD-Oberabschnitt Ost genannt, leitete ab Frühjahr 1934 der SS-Führer Hermann Behrends, Mitarbeiter war u. a. Willi Falkenberg. Eigentlicher erster Leiter des SD in Berlin-Brandenburg war der SS-Standartenführer Hans Kobelinski, der im März 1934 degradiert wurde, später ganz aus der SS entlassen und unter nicht ganz geklärten Umständen 1937 im KZ Dachau verstarb.
Der SS-Gruppe Ost gehörten 1934 mehrere Rangführer und später verurteilte Kriegsverbrecher als Ehrenführer an: Conti, Diels, Engel, Körner, Ribbentrop, Schmitt

## Tote
- 21. Februar 1926: Fritz Renz: Zweiter Toter der Frontbannbewegung und erster SA-Mann der in Berlin getötet wurde (von Kommunisten). 1934 wurde der Sturm 23 der SA-Standarte 208 nach Renz benannt.
- Engelbrechten führt insgesamt bis 1935 (!) einundfünfzig Personen auf, darunter weitere Mitglieder des Frontbann, einige SS-Mitglieder, NSDAP-Mitglieder und HJ-Mitglieder